# スモーキー・ザ・ベア・スートラ
「スモーキー・ザ・ベア・スートラ」（Smokey the Bear Sutra）は、ゲーリー・スナイダーによる1969年につくられた詩であり、環境問題を仏教経典の形で表現し、スモーキー・ベアを大日如来の生まれ変わりとして描いている。スナイダーは、1969年2月のシエラクラブ自然保護会議のために一晩でこの詩を書き上げ、そこで最初のコピーを配布した。後にこの詩は、1970年の最初のアースデイでの式典に際してパフォーマンスされた。詩の最後には「永久に無料で複製できる」との注記があり、パブリックドメインに捧げられ、それ以来、印刷物と電子媒体で広く配布されてきた。

## ピーター・ガーランドによる楽曲
アメリカの作曲家、ピーター・ガーランドが、法螺貝のために作り上げた現在音楽。京都の狸山不動尊にお参りしたイメージで作曲した。歌詞はゲーリー・スナイダーの詩文。このスナイダーの詩に加えて「不動明王、南無大師金剛遍照、南無阿弥陀仏」と唱えられる。
平成21年2月1日、埼玉県大徳寺 (川口市)で初演された。この日は、京都狸山の次第を使う「円蔵院流修験道の会」の柴燈護摩も修法され、ガザ地区の平和祈願および火渡りが行われた。それに引き続き、ガーランドによる「スモーキー・ザ・ベア・スートラ」の演奏が行われた。

### 初演の出演者
- 声明：桜井真樹子、藤木友美
- 法螺貝：井川仁水、斉藤説成
- パーカッション：
  - 神田佳子（テンプル・ベル）
  - 加藤亜依（チューブラーベル）
  - 篠田浩美（バス・ドラム、ウッド・テンプル・ブロック）
  - 亀井博子（バス・マリンバ）
- 柴燈護摩：円蔵院流修験道の会